# Obertrubach

Südostpanorama von Obertrubach

Südwestpanorama von Obertrubach

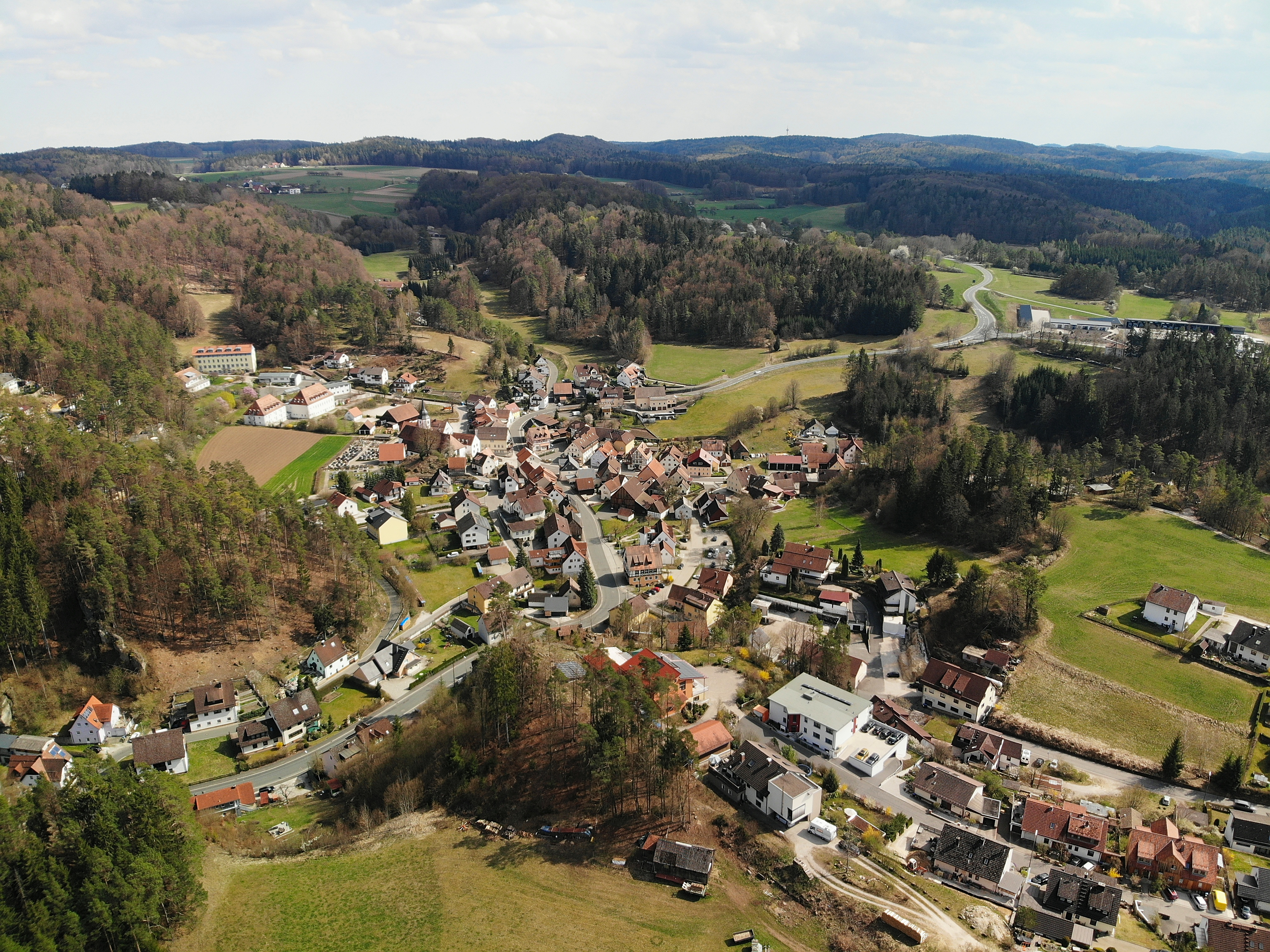
Luftaufnahme von Obertrubach aus nördlicher Richtung

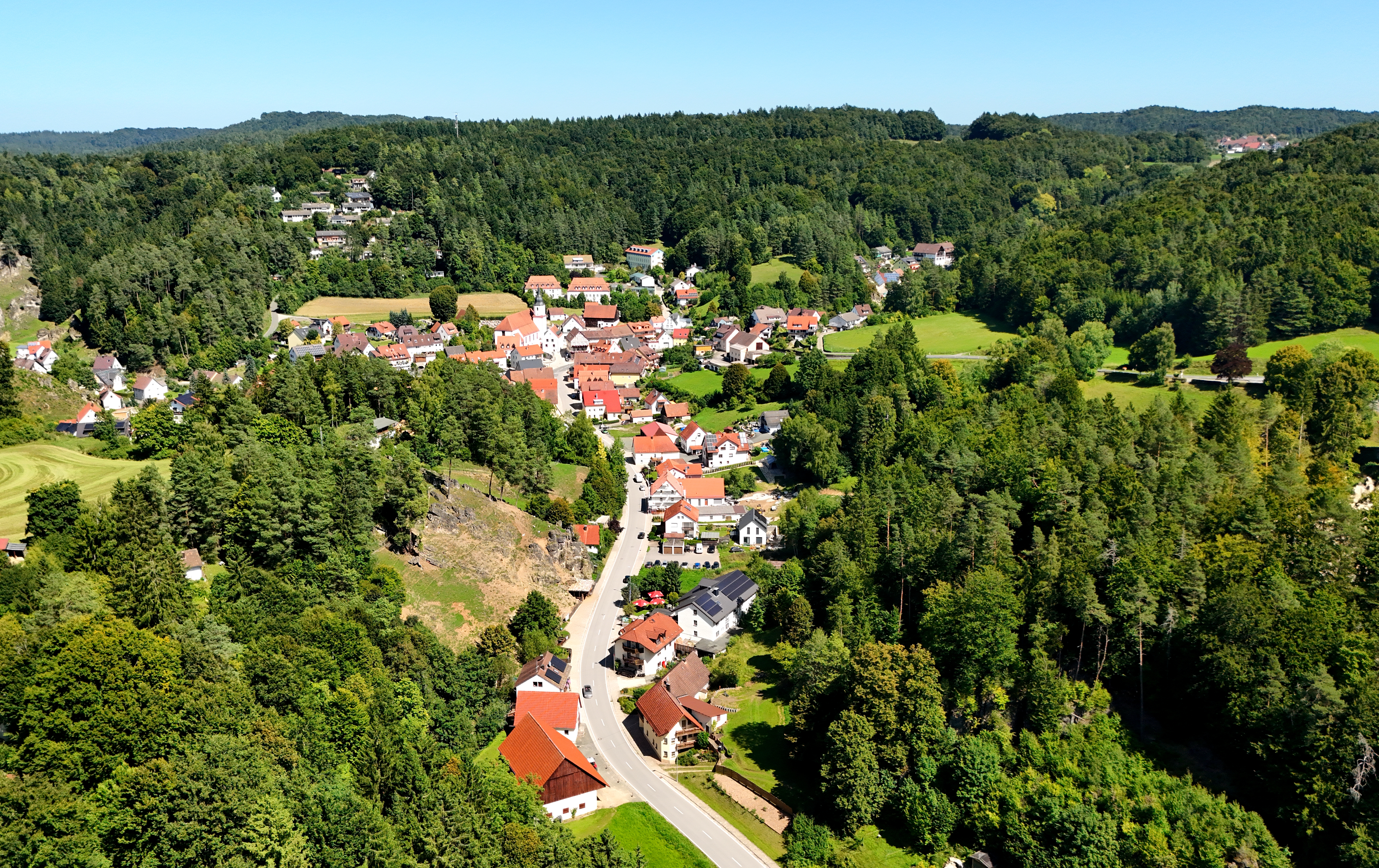
Luftbild von Obertrubach aus südwestlicher Richtung

Obertrubach ist eine Gemeinde im Landkreis Forchheim (Regierungsbezirk Oberfranken).

## Geografie

### Geografische Lage
Die Gemeinde liegt im Naturpark Fränkische Schweiz-Veldensteiner Forst und ist wie viele andere Orte in der Fränkischen Schweiz von touristischer Bedeutung (880 Gästebetten). In Obertrubach entspringt die Trubach.

### Nachbargemeinden
Nachbargemeinden sind (von Norden beginnend im Uhrzeigersinn): Gößweinstein, Pottenstein, Betzenstein, Hiltpoltstein, Gräfenberg, Egloffstein.

### Gemeindegliederung
Die Gemeinde Obertrubach hat 16 Gemeindeteile (in Klammern sind der Siedlungstyp angegeben):
- Bärnfels (Kirchdorf)
- Dörfles (Dorf)
- Geschwand (Kirchdorf)
- Hackermühle (Einöde)
- Haselstauden (Weiler)
- Herzogwind (Dorf)
- Hundsdorf (Dorf)
- Linden (Dorf)
- Neudorf (Dorf)
- Obertrubach (Pfarrdorf)
- Reichelsmühle (Einöde)
- Schlöttermühle (Einöde)
- Sorg (Weiler)
- Untertrubach (Kirchdorf)
- Wolfsberg (Dorf)
- Ziegelmühle (Einöde)

Es gibt auf dem Gemeindegebiet die Gemarkungen Gschwand, Kleingesee (nur Gemarkungsteil 1), Obertrubach (nur Gemarkungsteil 1) und Wolfsberg.

## Geschichte

### Erste Erwähnung
Die erste urkundliche Erwähnung war im Jahre 1007 im Zusammenhang mit der Gründung des Bistums Bamberg. Dem neuen Bistum schenkte König Heinrich II. am 1. November 1007 den alten Königshof Vorchheim (Forchheim) im Radenzgau mit allem Zubehör im weiten Umkreis und allen Hörigen Forchheims wie „Truobaha“ (Trubach) und „Tuoisbrunno“ (Thuisbrunn).
Vorher gibt es nur kärgliche Nachrichten aus der Zeit Karls des Großen (786–814). 794 tauchten zum ersten Mal die Namen der Orte „Trobach“ und „Herzewin“ (Herzogwind) auf. Obertrubach hat somit eine über tausendjährige Geschichte.

### Eingemeindungen
Am 1. Januar 1972 schloss sich die damalige Gemeinde Wolfsberg mit Untertrubach, Dörfles, Sorg und Hundsdorf der Gemeinde Obertrubach an. Im Zuge der Gebietsreform wurden am 1. Mai 1978 die ehemaligen Gemeinden Bärnfels (mit Galgenberg), die am 1. Januar 1953 durch Ausgliederung aus Kleingesee entstanden war, und Geschwand (mit Linden), die bis 1875 Gschwand hieß, sowie der Ort Haselstauden der aufgelösten Gemeinde Thuisbrunn eingegliedert.

### Ausgliederungen
Am 1. Mai 1978 wurde der Gemeindeteil Möchs mit mehr als 50 Einwohnern in den Markt Hiltpoltstein ausgegliedert.

### Zeitweiser Versammlungsort von Neonazis
In den Medien gab es über mehrere Jahre bis zuletzt 2011 Berichte über neonazistische Veranstaltungen wie Feiern und Konzerte im zu Obertrubach gehörenden Ortsteil Geschwand. Die für die Veranstaltungen genutzte Wiese war 2006 von der Ehefrau eines Aktivisten der 2004 verbotenen Fränkischen Aktionsfront ersteigert worden. An den Veranstaltungen nahmen unter anderem Politiker der NPD sowie die Band Die Lunikoff Verschwörung teil.
Die Gemeinde Obertrubach versuchte zunächst, anders als die wenige Kilometer entfernt liegende Stadt Gräfenberg, die sich mit zahlreichen Aktionen gegen Neonazi-Aufmärsche wehrte, die Veranstaltungen zu ignorieren. Ende Juli 2010 kündigte der Bürgermeister von Obertrubach im Rahmen eines Diskussionsforums an, gegen die Neonazi-Veranstaltungen vorgehen zu wollen. Im Mai 2011 fand erneut ein Neonazi-Konzert in Geschwand statt, der Frankentag 2011 wurde von den Veranstaltern nach Roden verlegt. Ein für den 2. Juni 2012 durch ein Führungsmitglied des Freien Netz Süd angemeldetes „Unterhaltungsfest“ verhinderte die Gemeinde durch die Verweigerung einer Sondererlaubnis für den zur Wiese führenden, nur für landwirtschaftliche Fahrzeuge freigegebenen Feldweg. Das Zufahrtsverbot wurde nach Klage des Veranstalters vom Verwaltungsgericht Bayreuth bestätigt.

## Politik

### Bürgermeister
Bürgermeister ist seit 2014 Markus Grüner (CSU). Dessen Vorgänger waren Willi Müller (CSU) und Johann Albert (CSU).

### Gemeinderat
Die Kommunalwahlen in den Jahren 2002, 2008, 2014 und 2020 führten zu folgenden Sitzverteilungen im Gemeinderat:
|      | CSU | Bürger Union | Aktive Bürgerliste Geschwand | Unabhängige Wählergruppe | Junge Bürger | Freie Wählergemeinschaft Obertrubach | Dorfgemeinschaft Herzogwind | Bürgerwerkstatt Gemeinde Obertrubach | Gesamt   |
| ---- | --- | ------------ | ---------------------------- | ------------------------ | ------------ | ------------------------------------ | --------------------------- | ------------------------------------ | -------- |
| 2002 | 6   | 2            | 2                            | 1                        | 1            | 1                                    | 1                           | -                                    | 14 Sitze |
| 2008 | 5   | 3            | 2                            | 1                        | 1            | 1                                    | 1                           | -                                    | 14 Sitze |
| 2014 | 4   | 2            | 2                            | 1                        | 1            | 1                                    | 1                           | 2                                    | 14 Sitze |
| 2020 | 3   | 3            | 2                            | 1                        | 1            | 1                                    | 1                           | 2                                    | 14 Sitze |

### Wappen
1972 wurden die ehemals selbstständigen Gemeinden Obertrubach und Wolfsberg unter dem Namen Obertrubach zusammengeführt. Der Gemeinderat beschloss, das Wolfsberger Wappen unverändert für die neue Gemeinde zu übernehmen. Es wird seit dem 25. Juli 1973 geführt.
| Wappen von Obertrubach | Blasonierung: „In Gold auf einem silbernen Dreiberg eine wachsende, zweitürmige, gezinnte, schwarze Burgruine mit mittiger Bresche, darin überhöht von einem rotgezungten schwarzen Wolfsrumpf.“ |
| Wappen von Obertrubach | Wappenbegründung: Der Dreiberg stellt die Lage der Gemeinde in der Fränkischen Schweiz dar und steht zugleich mit dem Wolfsrumpf redend für den Ortsnamen Wolfsberg. Die schwarze Burgruine stellt Burg Wolfsberg aus dem 12. Jahrhundert dar, als Erinnerung an die geschichtliche Bedeutung im Hochstift Bamberg. Um 1333 kam die Burg an die Herren von Egloffstein, woran die Farben Gold und Schwarz erinnern. |

## Sehenswürdigkeiten und Kultur

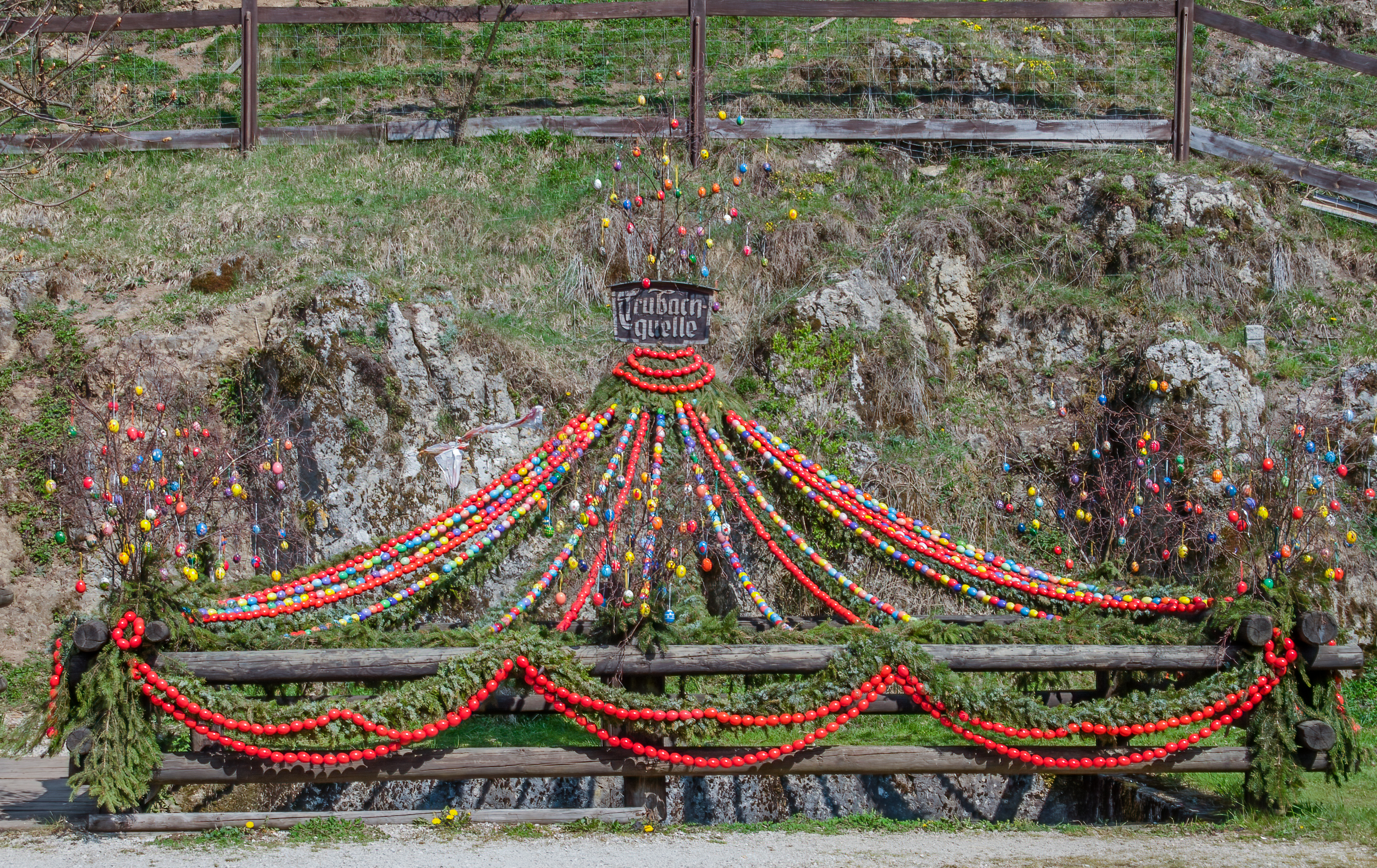
Osterbrunnen Obertrubach

### Burgen
- Burgstall Obertrubach
- Burgruine Wolfsberg
- Burgruine Bärnfels

### Religion und Kirchen

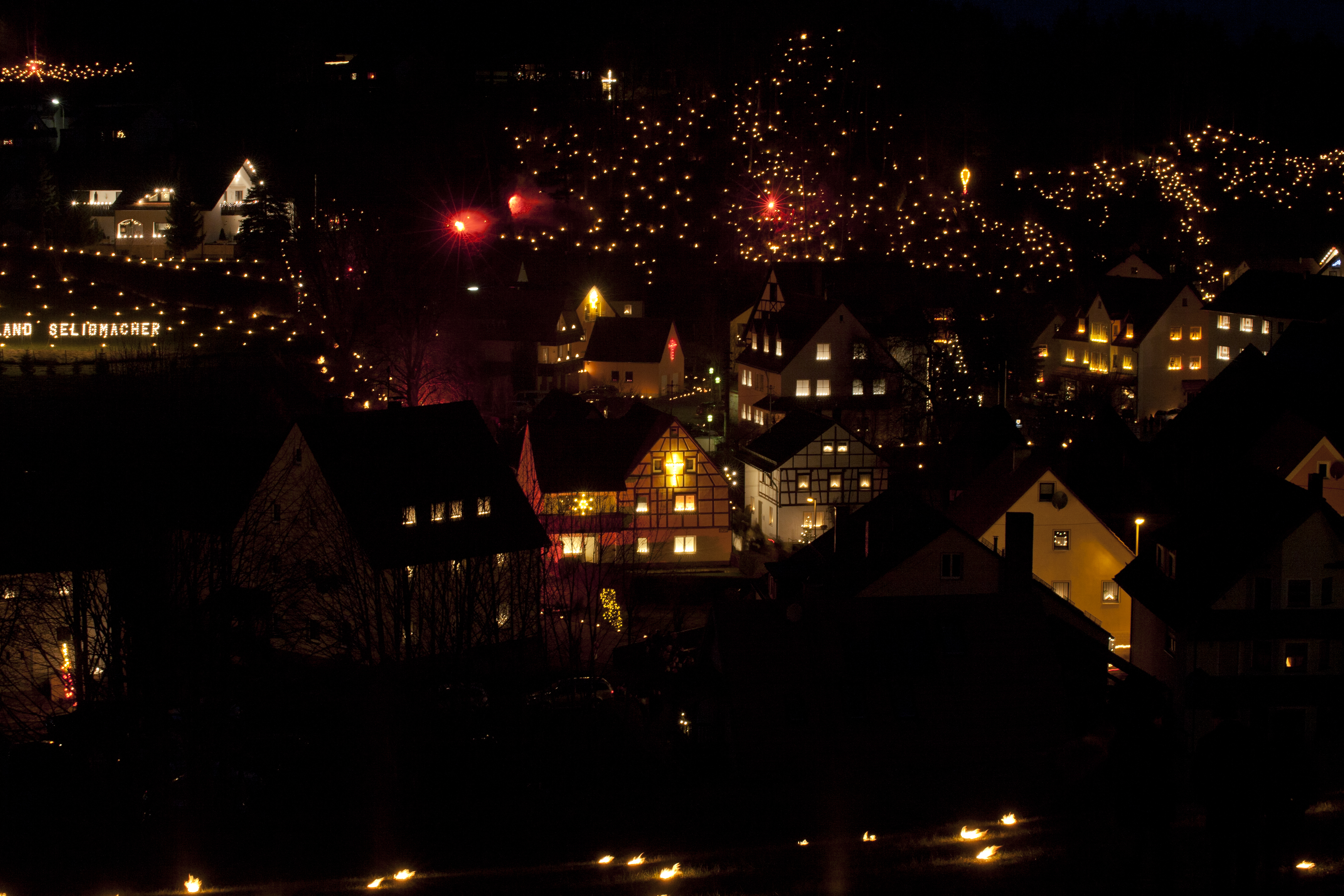
Kirchliches Brauchtumsfest der Ewigen Anbetung am 3. Januar 2012

Obertrubach ist der Pfarrort der katholischen Pfarrgemeinde St. Laurentius. Dort befinden sich die gleichnamige Pfarrkirche und die katholische Begegnungsstätte St. Elisabeth.
Zur Pfarrei Obertrubach gehören folgende Kirchen:
- Pfarrkirche St. Laurentius, Obertrubach
- Maria-Schnee-Kirche, Bärnfels (Filialkirche)
- Mariä Himmelfahrt, Geschwand (Filialkirche)
- St. Felicitas, Untertrubach (Filialkirche)

### Brauchtum
- Alljährlicher Beschluss der Ewigen Anbetung am 3. Januar mit Abbrennen der Bergfeuer.[15]

### Natur
- Alte Küche bei Obertrubach
- Signalstein bei Geschwand

## Sport und Freizeit

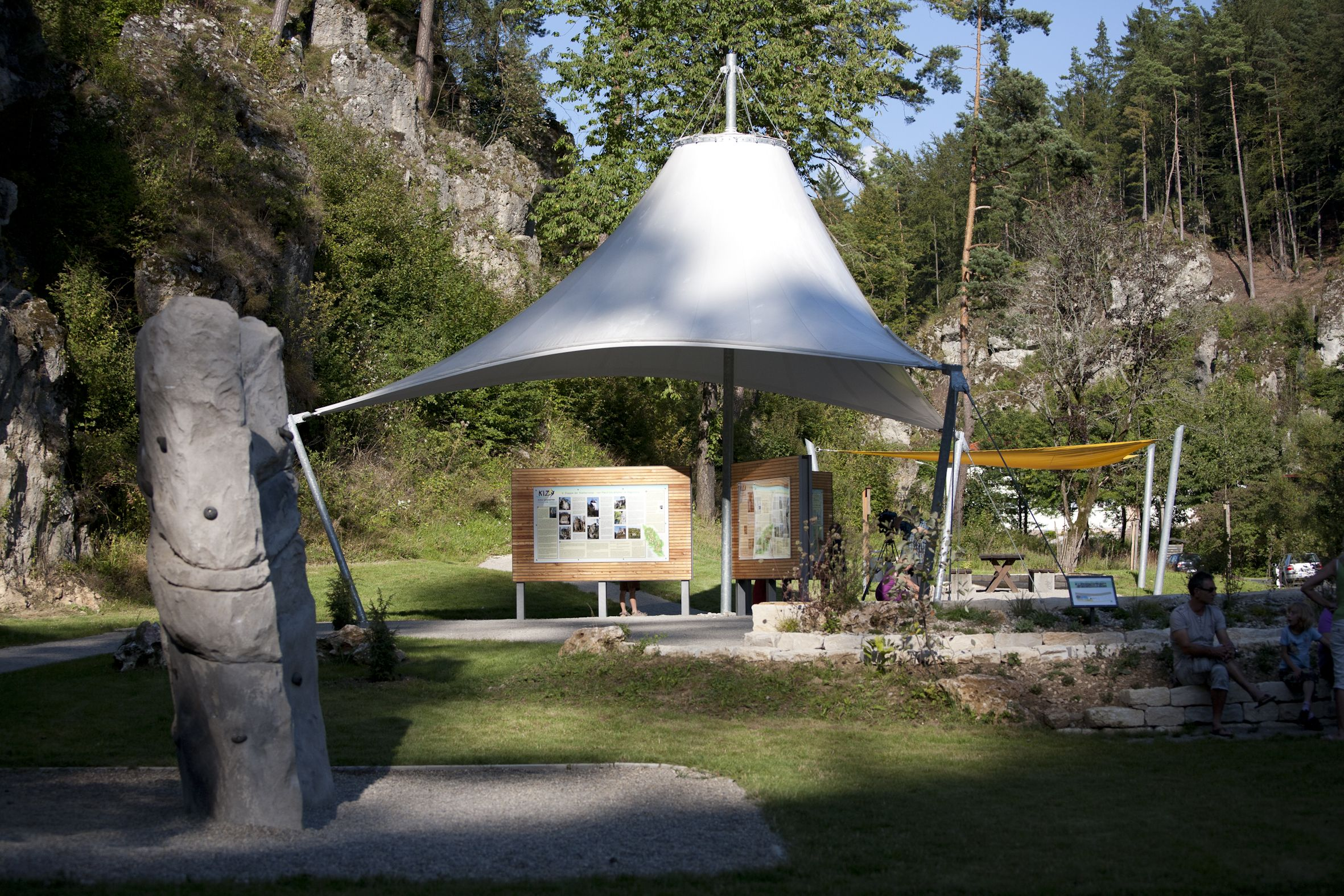
Kletter-Informationszentrum Fränkische Schweiz

Die Gemeinde liegt mitten im Klettergebiet Nördlicher Frankenjura, zahlreiche Wander- und Radwege wie der Frankenweg führen durch das Gemeindegebiet.
Vor den Toren der Gemeinde und nicht weit von der überhängende Wand des bekannten „Eldorado“ entfernt, wurde das Kletter-Informationszentrum Fränkische Schweiz eingerichtet. Es soll auf die Bedeutung der Region für die Entwicklung des Klettersports aufmerksam machen und der Fränkischen Schweiz noch mehr Aufmerksamkeit verschaffen. Die Region im Dreieck zwischen Forchheim, Bamberg und Bayreuth zählt zu Deutschlands bedeutendsten Kletterregionen. Der Frankenjura umfasst 2300 Quadratkilometer mit ungefähr 1000 Felsen und 12.000 einzelnen Routen.
Das Ziel des rund 2000 Quadratmeter großen Infozentrums ist, den interessierten Besuchern, aktiven Sportlern, Neueinsteigern, aber auch Familien mit Kindern alles Wissenswerte zum Thema Klettern zu vermitteln. Dies betrifft das Klettergebiet Frankenjura, Klettertechniken und die Flora um die Kletterfelsen. Unter einem Pavillon wird auf sechs Stellwänden mit zahlreichen Fotos, Grafiken und erklärendem Text auf die mehr als hundertjährige Tradition des Klettersports, historische und aktuelle Techniken, Sicherheitsaspekte und Natur- und Umweltthemen eingegangen.

## Verkehr
Obertrubach liegt an der Bundesstraße 2 und ist über die Bundesautobahn 9 erreichbar.

## Sonstiges

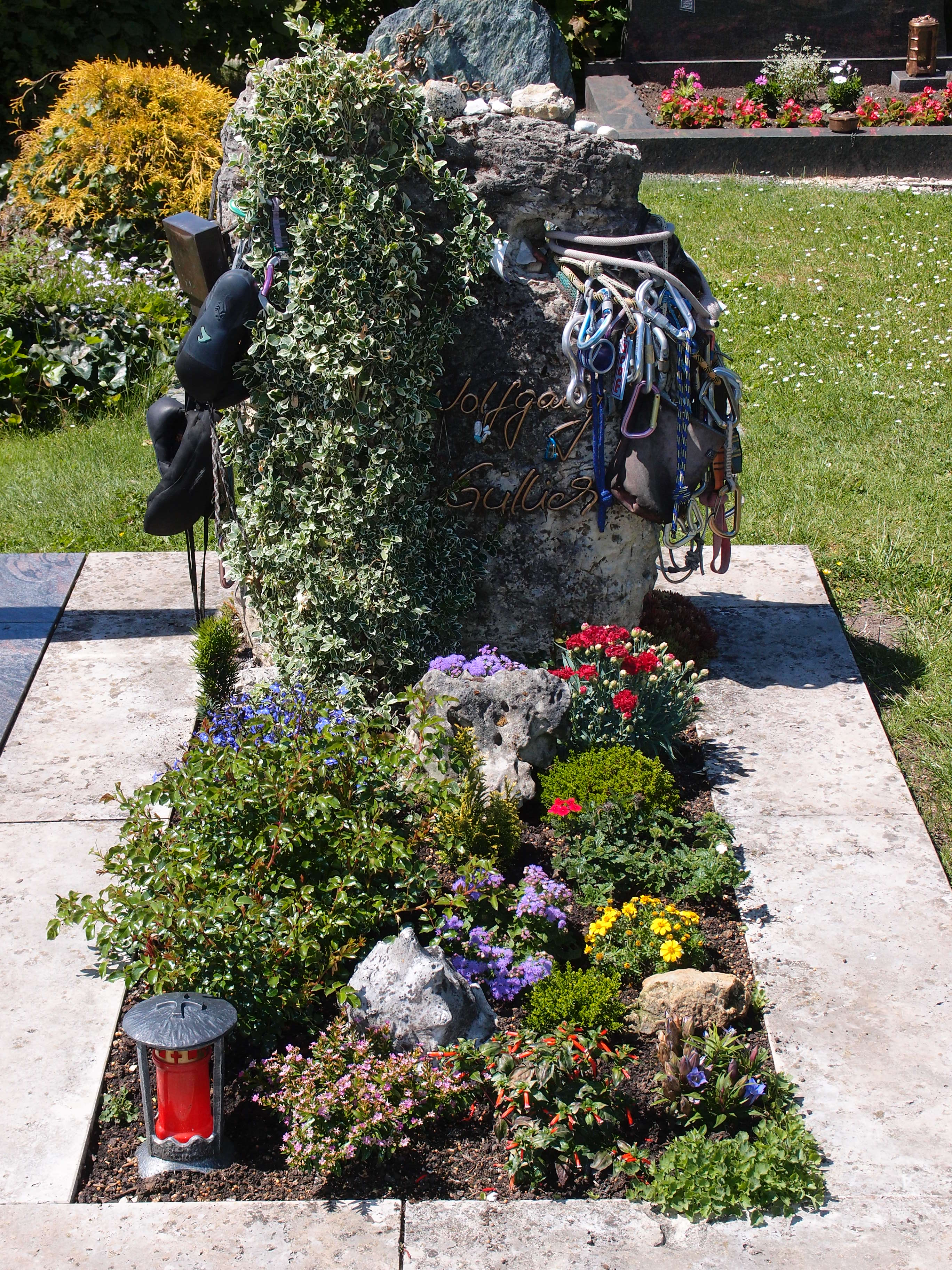
Grab von Wolfgang Güllich in Obertrubach

Der Kletterer Wolfgang Güllich liegt auf dem Friedhof der Pfarrkirche St. Laurentius begraben. Sein naturbelassener Grabstein wird von Sportkletterern aus aller Welt besucht und mit Seilstücken und anderer Kletterausrüstung geschmückt.